# Zhuhai Championships 2023
Zhuhai Championships 2023, oficiálně Huafa Properties Zhuhai Championships 2023, byl tenisový turnaj na mužském profesionálním okruhu ATP Tour hraný v Mezinárodním tenisovém centru v Cheng-čchinu. Druhý ročník Zhuhai Championships probíhal mezi 20. až 26. zářím 2023 v jihočínském městě a prefektuře Ču-chaj, ležící v provincii Kuang-tung v deltě Perlové řeky na dvorcích s tvrdým povrchem GreenSet. V letech 2020–2022 byly čínské turnaje zrušeny pro proticovidová omezení.
Turnaj dotovaný 1  057 295 dolarů patřil do kategorie ATP Tour 250. Nejvýše nasazeným singlistou se stal patnáctý tenista světa Karen Chačanov. Jako poslední přímý účastník do hlavní singlové soutěže nastoupil Francouz Térence Atmane, který figuroval na 216. místě. V důsledku invaze Ruska na Ukrajinu na konci února 2022 řídící organizace tenisu ATP, WTA a ITF s grandslamy rozhodly, že ruští a běloruští tenisté mohli dále na okruzích startovat, ale do odvolání nikoli pod vlajkami Ruska a Běloruska.
Pátý singlový titul na okruhu ATP Tour vybojoval Karen Chačanov. Čtyřhru ovládli Brit Jamie Murray s Novozélanďanem Michaelem Venusem, kteří získali čtvrtou společnou trofej.

## Rozdělení bodů a finančních odměn

### Rozdělení bodů
| Soutěž  | Soutěž      | vítězové | finalisté | semifinalisté | čtvrtfinalisté | 16 v kole | 28 v kole | Q  | Q2 | Q1 |
| ------- | ----------- | -------- | --------- | ------------- | -------------- | --------- | --------- | -- | -- | -- |
| dvouhra | [ 2 ] [ 6 ] | 250      | 150       | 90            | 45             | 20        | 0         | 12 | 6  | 0  |
| čtyřhra | [ 7 ]       | 250      | 150       | 90            | 45             | 0         | —         | —  | —  | —  |

### Finanční odměny
| Soutěž                                | Soutěž      | vítězové  | finalisté | semifinalisté | čtvrtfinalisté | 16 v kole | 28 v kole | Q2      | Q1      |
| ------------------------------------- | ----------- | --------- | --------- | ------------- | -------------- | --------- | --------- | ------- | ------- |
| dvouhra                               | [ 2 ] [ 6 ] | 149 330 $ | 87 110 $  | 51 215 $      | 29 675 $       | 17 230 $  | 10 530 $  | 5 265 $ | 2 870 $ |
| čtyřhra                               | [ 7 ]       | 51 880 $  | 27 750 $  | 16 270 $      | 9 100 $        | 5 360 $   | —         | —       | —       |
| částka ve čtyřhrách je uvedena na pár |             |           |           |               |                |           |           |         |         |

## Mužská dvouhra

### Nasazení
| Stát                         | Hráč                    | ATP | Nasazení |
| ---------------------------- | ----------------------- | --- | -------- |
|                              | Karen Chačanov          | 15. | 1.       |
| Spojené království           | Cameron Norrie          | 17. | 2.       |
| Německo                      | Jan-Lennard Struff      | 23. | 3.       |
| USA                          | Sebastian Korda         | 33. | 4.       |
| Argentina                    | Tomás Martín Etcheverry | 35. | 5.       |
| USA                          | Mackenzie McDonald      | 39. | 6.       |
| Spojené království           | Andy Murray             | 41. | 7.       |
| Japonsko                     | Jošihito Nišioka        | 46. | 8.       |
| Žebříček ATP k 18. září 2023 |                         |     |          |

### Jiné formy účasti
Následující hráči obdrželi divokou kartu do hlavní soutěže:
- Li Če
- Mo Jie-cchung
- Čou I

Následující hráč nastoupil pod žebříčkovou ochranou:
- Jiří Veselý

Následující hráči postoupili z kvalifikace: 
- Alex Bolt
- Marc Polmans
- Luke Saville
- Dane Sweeny

### Odhlášení
před zahájením turnaje
- Borna Ćorić → nahradil jej  Šang Ťün-čcheng
- Tallon Griekspoor → nahradil jej  Diego Schwartzman
- Jason Kubler → nahradil jej  Dalibor Svrčina
- Daniil Medveděv → nahradil jej  Aleksandar Kovacevic
- Alexandr Ševčenko → nahradil jej  Kimmer Coppejans
- Lorenzo Sonego → nahradil jej  Rinky Hijikata
- Botic van de Zandschulp → nahradil jej  Lloyd Harris
- J. J. Wolf → nahradil jej  Térence Atmane

## Mužská čtyřhra

### Nasazení
| Stát                                                                    | Hráč              | Stát        | Hráč            | ATP | Nasazení |
| ----------------------------------------------------------------------- | ----------------- | ----------- | --------------- | --- | -------- |
| Belgie                                                                  | Sander Gillé      | Belgie      | Joran Vliegen   | 41. | 1.       |
| Spojené království                                                      | Jamie Murray      | Nový Zéland | Michael Venus   | 50. | 2.       |
| USA                                                                     | Nathaniel Lammons | USA         | Jackson Withrow | 55. | 3.       |
| Rakousko                                                                | Alexander Erler   | Rakousko    | Lucas Miedler   | 75. | 4.       |
| Žebříček ATP k 18. září 2023; číslo je součtem umístění obou členů páru |                   |             |                 |     |          |

### Jiné formy účasti
Následující páry obdržely divokou kartu do hlavní soutěže:
- Kao Sin /  Li Če
- Mo Jie-cchung /  Wang Siao-fej

Následující pár nastoupil z pozice náhradníka:
- Marc Polmans /  Matthew Christopher Romios

### Odhlášení
před zahájením turnaje
- Aslan Karacev /  Luke Saville → nahradili je  Marc Polmans /  Matthew Christopher Romios
- Ben McLachlan /  Jošihito Nišioka → nahradili je  Tošihide Mxcui /  Jošihito Nišioka

## Přehled finále

### Mužská dvouhra
- Karen Chačanov vs.  Jošihito Nišioka, 7–6(7–2), 6–1

### Mužská čtyřhra
- Jamie Murray /  Michael Venus vs.  Nathaniel Lammons /  Jackson Withrow, 6–4, 6–4